# Agriphila microselasella
Agriphila microselasella là một loài bướm đêm trong họ Crambidae.